# Olivetti MP1
La Olivetti MP1 è una famosa macchina per scrivere meccanica portatile prodotta dalla Olivetti.

## La macchina per scrivere
Nata da un'idea di Adriano Olivetti e Gino Levi Martinoli, capo dell'Ufficio Progetti e Studi fondato nel 1929, la Olivetti MP1 fu progettata materialmente nel 1932 da Riccardo Levi, con design di Aldo e Adriano Magnelli. È la prima macchina da scrivere portatile della Olivetti. Da questo deriva il nome "MP1", che significherebbe "Macchina Portatile n°1". Non è però mai riportato il nome sulla macchina, in quanto un potenziale cliente avrebbe potuto non fidarsi nel comprare il primo modello di macchina da scrivere di un produttore ancora poco conosciuto, quando c'erano sul mercato importanti marchi americani ormai ben collaudati. Questo è il motivo per cui è presente solo lo scudetto riportante la scritta "ICO", ma chiamarla così è errato in quanto vuol semplicemente dire "Ingegner Camillo Olivetti" ed è una targa riportata su vari modelli Olivetti di quegli anni.
Si caratterizza per le varie colorazioni disponibili: oltre al classico nero, erano disponibili il rosso, il grigio, il marrone, il blu scuro, il celeste.
La tastiera è del tipo QZERTY,  solito delle macchine italiane (a parte le moderne tastiere per computer). Oltre ai tasti di scrittura la tastiera include una barra spaziatrice, due tasti delle maiuscole, un tasto fissamaiuscole, il tasto di ritorno e un tasto sblocca margini.
Nell'insieme dei tasti di scrittura non è presente il tasto col numero 1, che si ottiene utilizzando la lettera l (elle) minuscola oppure la I (i) maiuscola, e non è presente neanche lo zero, che si ottiene digitando la O (o) maiuscola. Sebbene questo oggi possa sembrare strano, era invece piuttosto comune nelle vecchie macchine per scrivere. Mancano anche i tasti per le vocali accentate maiuscole usate nella scrittura della lingua italiana, e per accentare una vocale maiuscola si deve battere un apostrofo dopo di essa.
Esistono anche modelli rari della MP1, alcuni prodotti esclusivamente per l'estero:
- Olivetti MP1 Rapida
- Olivetti MP1 Simplex (mancava di accessori come il meccanismo per la selezione del colore di scrittura)
- Olivetti MP1 Monta  (esportata principalmente nei paesi dell' ex-Jugoslavia)
- Olivetti MP1 Harrods (prodotta per i magazzini inglesi Harrods)
- Olivetti MP1 RAS (prodotta per la compagnia italiana "Riunione Adriatica di Sicurtà" - RAS - Assicurazioni)